# Giannīs Maniatīs
Giannīs Maniatīs (in greco Γιάννης Μανιάτης?; Livadeia, 12 ottobre 1986) è un ex calciatore greco, di ruolo difensore.

## Carriera

### Club
Maniatīs ha giocato dal 2004 al 2011 con il Panionios. Nella stagione 2009-2010 è diventato capitano della squadra.
Nel mercato invernale del 2011 si è trasferito all'Olympiakos. Ha esordito con la nuova maglia il 23 gennaio contro l'Asteras Tripolis e al termine della stagione ha vinto il campionato.

### Nazionale
L'11 agosto 2010 ha esordito in nazionale contro la Serbia.
L'8 giugno 2012 esordisce da titolare agli Europei nella sfida inaugurale contro la Polonia (1-1).

## Statistiche

### Presenze e reti nei club
Statistiche aggiornate al 9 settembre 2017.
| Stagione          | Squadra           | Campionato        | Campionato | Campionato | Coppe nazionali | Coppe nazionali | Coppe nazionali | Coppe continentali | Coppe continentali | Coppe continentali | Altre coppe | Altre coppe | Altre coppe | Totale | Totale |
| Stagione          | Squadra           | Comp              | Pres       | Reti       | Comp            | Pres            | Reti            | Comp               | Pres               | Reti               | Comp        | Pres        | Reti        | Pres   | Reti   |
| ----------------- | ----------------- | ----------------- | ---------- | ---------- | --------------- | --------------- | --------------- | ------------------ | ------------------ | ------------------ | ----------- | ----------- | ----------- | ------ | ------ |
| gen.-giu. 2011    | Olympiacos        | SL                | 9          | 0          | CG              | -               | -               | UEL                | -                  | -                  | -           | -           | -           | 9      | 0      |
| 2011-2012         | Olympiacos        | SL                | 22         | 0          | CG              | 4               | 0               | UCL+UEL            | 3+4                | 0                  | -           | -           | -           | 33     | 0      |
| 2012-2013         | Olympiacos        | SL                | 27         | 2          | CG              | 5               | 1               | UCL+UEL            | 6+2                | 1+0                | -           | -           | -           | 40     | 4      |
| 2013-2014         | Olympiacos        | SL                | 26         | 4          | CG              | 5               | 0               | UCL                | 7                  | 0                  | -           | -           | -           | 38     | 4      |
| 2014-2015         | Olympiacos        | SL                | 17         | 2          | CG              | 1               | 0               | UCL+UEL            | 6+1                | 0                  | -           | -           | -           | 25     | 2      |
| 2015-gen. 2016    | Olympiacos        | SL                | 2          | 0          | CG              | 3               | 1               | UCL                | 0                  | 0                  | -           | -           | -           | 5      | 1      |
| gen.-giu. 2016    | Standard Liegi    | PL                | 5+3        | 0+2        | CB              | 1               | 0               | UEL                | -                  | -                  | -           | -           | -           | 9      | 2      |
| 2016-gen. 2017    | Olympiacos        | SL                | 0          | 0          | CG              | 0               | 0               | UCL+UEL            | 2+0                | 0                  | -           | -           | -           | 2      | 0      |
| Totale Olympiakos | Totale Olympiakos | Totale Olympiakos | 103        | 8          |                 | 18              | 2               |                    | 31                 | 1                  |             | -           | -           | 152    | 11     |
| gen.-giu. 2017    | Atromitos         | SL                | 11         | 0          | CG              | 1               | 0               | -                  | -                  | -                  | -           | -           | -           | 12     | 0      |
| 2017-2018         | Alanyaspor        | SL                | 4          | 0          | TK              | 0               | 0               | -                  | -                  | -                  | -           | -           | -           | 4      | 0      |
| Totale carriera   | Totale carriera   | Totale carriera   | 126        | 10         |                 | 20              | 2               |                    | 31                 | 1                  |             | -           | -           | 177    | 13     |

### Cronologia presenze e reti in nazionale
| Cronologia completa delle presenze e delle reti in nazionale ― Grecia | Cronologia completa delle presenze e delle reti in nazionale ― Grecia | Cronologia completa delle presenze e delle reti in nazionale ― Grecia | Cronologia completa delle presenze e delle reti in nazionale ― Grecia | Cronologia completa delle presenze e delle reti in nazionale ― Grecia | Cronologia completa delle presenze e delle reti in nazionale ― Grecia | Cronologia completa delle presenze e delle reti in nazionale ― Grecia | Cronologia completa delle presenze e delle reti in nazionale ― Grecia |
| Data                                                                  | Città                                                                 | In casa                                                               | Risultato                                                             | Ospiti                                                                | Competizione                                                          | Reti                                                                  | Note                                                                  |
| --------------------------------------------------------------------- | --------------------------------------------------------------------- | --------------------------------------------------------------------- | --------------------------------------------------------------------- | --------------------------------------------------------------------- | --------------------------------------------------------------------- | --------------------------------------------------------------------- | --------------------------------------------------------------------- |
| 11-8-2010                                                             | Belgrado                                                              | Serbia                                                                | 0 – 1                                                                 | Grecia                                                                | Amichevole                                                            | -                                                                     | 81’                                                                   |
| 12-10-2010                                                            | Il Pireo                                                              | Grecia                                                                | 2 – 1                                                                 | Israele                                                               | Qual. Euro 2012                                                       | -                                                                     | 85’                                                                   |
| 8-6-2011                                                              | New York                                                              | Ecuador                                                               | 1 – 1                                                                 | Grecia                                                                | Amichevole                                                            | -                                                                     | 89’                                                                   |
| 2-9-2011                                                              | Ramat Gan                                                             | Israele                                                               | 0 – 1                                                                 | Grecia                                                                | Qual. Euro 2012                                                       | -                                                                     | 84’ 90+4’                                                             |
| 6-9-2011                                                              | Riga                                                                  | Lettonia                                                              | 1 – 1                                                                 | Grecia                                                                | Qual. Euro 2012                                                       | -                                                                     | 72’ 89’                                                               |
| 15-11-2011                                                            | Altach                                                                | Grecia                                                                | 1 – 3                                                                 | Romania                                                               | Amichevole                                                            | -                                                                     |                                                                       |
| 29-2-2012                                                             | Candia                                                                | Grecia                                                                | 1 – 1                                                                 | Belgio                                                                | Amichevole                                                            | -                                                                     | 46’                                                                   |
| 26-5-2012                                                             | Kufstein                                                              | Grecia                                                                | 1 – 1                                                                 | Slovenia                                                              | Amichevole                                                            | -                                                                     | 65’                                                                   |
| 31-5-2012                                                             | Kufstein                                                              | Armenia                                                               | 0 – 1                                                                 | Grecia                                                                | Amichevole                                                            | -                                                                     |                                                                       |
| 8-6-2012                                                              | Varsavia                                                              | Polonia                                                               | 1 – 1                                                                 | Grecia                                                                | Euro 2012 - 1º turno                                                  | -                                                                     |                                                                       |
| 12-6-2012                                                             | Breslavia                                                             | Grecia                                                                | 1 – 2                                                                 | Svezia                                                                | Euro 2012 - 1º turno                                                  | -                                                                     |                                                                       |
| 16-6-2012                                                             | Varsavia                                                              | Grecia                                                                | 1 – 0                                                                 | Rep. Ceca                                                             | Euro 2012 - 1º turno                                                  | -                                                                     |                                                                       |
| 22-6-2012                                                             | Danzica                                                               | Germania                                                              | 4 – 2                                                                 | Grecia                                                                | Euro 2012 - Quarti di finale                                          | -                                                                     |                                                                       |
| 15-8-2012                                                             | Oslo                                                                  | Norvegia                                                              | 2 – 3                                                                 | Grecia                                                                | Amichevole                                                            | -                                                                     | 46’                                                                   |
| 7-9-2012                                                              | Riga                                                                  | Lettonia                                                              | 1 – 2                                                                 | Grecia                                                                | Qual. Mondiali 2014                                                   | -                                                                     | 23’                                                                   |
| 11-9-2012                                                             | Atene                                                                 | Grecia                                                                | 2 – 0                                                                 | Lituania                                                              | Qual. Mondiali 2014                                                   | -                                                                     | 46’                                                                   |
| 12-10-2012                                                            | Atene                                                                 | Grecia                                                                | 0 – 0                                                                 | Bosnia ed Erzegovina                                                  | Qual. Mondiali 2014                                                   | -                                                                     | 80’                                                                   |
| 14-11-2012                                                            | Dublino                                                               | Irlanda                                                               | 0 – 1                                                                 | Grecia                                                                | Amichevole                                                            | -                                                                     | 61’                                                                   |
| 6-2-2013                                                              | Il Pireo                                                              | Grecia                                                                | 0 – 0                                                                 | Svizzera                                                              | Amichevole                                                            | -                                                                     | 46’                                                                   |
| 22-3-2013                                                             | Zenica                                                                | Bosnia ed Erzegovina                                                  | 3 – 1                                                                 | Grecia                                                                | Qual. Mondiali 2014                                                   | -                                                                     | 58’                                                                   |
| 7-6-2013                                                              | Vilnius                                                               | Lituania                                                              | 0 – 1                                                                 | Grecia                                                                | Qual. Mondiali 2014                                                   | -                                                                     |                                                                       |
| 14-8-2013                                                             | Salisburgo                                                            | Austria                                                               | 0 – 2                                                                 | Grecia                                                                | Amichevole                                                            | -                                                                     | 62’                                                                   |
| 6-9-2013                                                              | Vaduz                                                                 | Liechtenstein                                                         | 0 – 1                                                                 | Grecia                                                                | Qual. Mondiali 2014                                                   | -                                                                     |                                                                       |
| 10-9-2013                                                             | Il Pireo                                                              | Grecia                                                                | 1 – 0                                                                 | Lettonia                                                              | Qual. Mondiali 2014                                                   | -                                                                     |                                                                       |
| 11-10-2013                                                            | Il Pireo                                                              | Grecia                                                                | 1 – 0                                                                 | Slovacchia                                                            | Qual. Mondiali 2014                                                   | -                                                                     | 90+3’                                                                 |
| 15-11-2013                                                            | Il Pireo                                                              | Grecia                                                                | 3 – 1                                                                 | Romania                                                               | Qual. Mondiali 2014                                                   | -                                                                     | 77’                                                                   |
| 19-11-2013                                                            | Bucarest                                                              | Romania                                                               | 1 – 1                                                                 | Grecia                                                                | Qual. Mondiali 2014                                                   | -                                                                     |                                                                       |
| 5-3-2014                                                              | Atene                                                                 | Grecia                                                                | 0 – 2                                                                 | Corea del Sud                                                         | Amichevole                                                            | -                                                                     | 46’                                                                   |
| 31-5-2014                                                             | Oeiras                                                                | Portogallo                                                            | 0 – 0                                                                 | Grecia                                                                | Amichevole                                                            | -                                                                     |                                                                       |
| 7-6-2014                                                              | Harrison                                                              | Grecia                                                                | 2 – 1                                                                 | Bolivia                                                               | Amichevole                                                            | -                                                                     |                                                                       |
| 14-6-2014                                                             | Belo Horizonte                                                        | Colombia                                                              | 3 – 0                                                                 | Grecia                                                                | Mondiali 2014 - 1º turno                                              | -                                                                     |                                                                       |
| 19-6-2014                                                             | Natal                                                                 | Giappone                                                              | 0 – 0                                                                 | Grecia                                                                | Mondiali 2014 - 1º turno                                              | -                                                                     |                                                                       |
| 24-6-2014                                                             | Fortaleza                                                             | Grecia                                                                | 2 – 1                                                                 | Costa d'Avorio                                                        | Mondiali 2014 - 1º turno                                              | -                                                                     |                                                                       |
| 29-6-2014                                                             | Recife                                                                | Grecia                                                                | 1 – 1 dts (3 – 5 dtr)                                                 | Costa Rica                                                            | Mondiali 2014 - Ottavi di finale                                      | -                                                                     | 78’                                                                   |
| 11-10-2014                                                            | Helsinki                                                              | Finlandia                                                             | 1 – 1                                                                 | Grecia                                                                | Qual. Euro 2016                                                       | -                                                                     | 84’                                                                   |
| 14-10-2014                                                            | Atene                                                                 | Grecia                                                                | 0 – 2                                                                 | Irlanda del Nord                                                      | Qual. Euro 2016                                                       | -                                                                     | 59’                                                                   |
| 14-11-2014                                                            | Atene                                                                 | Grecia                                                                | 0 – 1                                                                 | Fær Øer                                                               | Qual. Euro 2016                                                       | -                                                                     |                                                                       |
| 18-11-2014                                                            | La Canea                                                              | Grecia                                                                | 0 – 2                                                                 | Serbia                                                                | Amichevole                                                            | -                                                                     | 87’                                                                   |
| 4-6-2016                                                              | Sydney                                                                | Australia                                                             | 1 – 0                                                                 | Grecia                                                                | Amichevole                                                            | -                                                                     |                                                                       |
| 7-6-2016                                                              | Sydney                                                                | Australia                                                             | 1 – 2                                                                 | Grecia                                                                | Amichevole                                                            | 1                                                                     | 64’ 70’                                                               |
| 1-9-2016                                                              | Eindhoven                                                             | Paesi Bassi                                                           | 1 – 2                                                                 | Grecia                                                                | Amichevole                                                            | -                                                                     |                                                                       |
| 6-9-2016                                                              | Faro                                                                  | Gibilterra                                                            | 1 – 4                                                                 | Grecia                                                                | Qual. Mondiali 2018                                                   | -                                                                     | 71’                                                                   |
| 7-10-2016                                                             | Atene                                                                 | Grecia                                                                | 2 – 0                                                                 | Cipro                                                                 | Qual. Mondiali 2018                                                   | -                                                                     |                                                                       |
| 10-10-2016                                                            | Tallinn                                                               | Estonia                                                               | 0 – 2                                                                 | Grecia                                                                | Qual. Mondiali 2018                                                   | -                                                                     | 87’                                                                   |
| 9-11-2016                                                             | Atene                                                                 | Grecia                                                                | 0 – 1                                                                 | Bielorussia                                                           | Amichevole                                                            | -                                                                     | 46’                                                                   |
| 13-11-2016                                                            | Atene                                                                 | Grecia                                                                | 1 – 1                                                                 | Bosnia ed Erzegovina                                                  | Qual. Mondiali 2018                                                   | -                                                                     | 61’                                                                   |
| 9-6-2017                                                              | Zenica                                                                | Bosnia ed Erzegovina                                                  | 0 – 0                                                                 | Grecia                                                                | Qual. Mondiali 2018                                                   | -                                                                     | 90+4’                                                                 |
| 3-9-2017                                                              | Atene                                                                 | Grecia                                                                | 1 – 2                                                                 | Belgio                                                                | Qual. Mondiali 2018                                                   | -                                                                     | 85’                                                                   |
| 10-10-2017                                                            | Atene                                                                 | Grecia                                                                | 4 – 0                                                                 | Gibilterra                                                            | Qual. Mondiali 2018                                                   | -                                                                     | 69’                                                                   |
| 9-11-2017                                                             | Zagabria                                                              | Croazia                                                               | 4 – 1                                                                 | Grecia                                                                | Qual. Mondiali 2018                                                   | -                                                                     | 46’                                                                   |
| Totale                                                                |                                                                       | Presenze                                                              | 50                                                                    |                                                                       | Reti                                                                  | 1                                                                     |                                                                       |

## Palmarès

### Club

#### Competizioni nazionali
- Campionato greco: 5

Olympiakos: 2010-2011, 2011-2012, 2012-2013, 2013-2014, 2014-2015
- Coppa di Grecia: 3

Olympiakos: 2011-2012, 2012-2013, 2014-2015
- Coupe de Belgique: 1

Standard Liegi: 2015-2016